# 関市立武儀西小学校
関市立武儀西小学校（せきしりつ むぎにししょうがっこう）とは、かつて岐阜県関市にあった公立小学校。

## 概要
- 旧・武儀郡武儀町南部の下之保（旧・下之保村）が校区である。
- 2020年4月に関市立武儀東小学校と再編する計画であったが[1]、延長され、2021年に統合し、関市立武儀小学校となり廃校[2]。

## 沿革
- 1873年（明治6年） - 武儀郡殿村[注釈 1]に習文義校が開校。阿弥陀寺[注釈 2]を仮校舎とする。
- 1874年（明治7年） - 六社神社[注釈 3]に移転。下之保学校に改称する。
- 1886年（明治19年） - 下之保尋常小学校に改称する。
- 1898年（明治31年） - 補習科を設置。
- 1901年（明治34年） - 下之保尋常高等小学校に改称する。補習科を廃止。
- 1902年（明治35年）4月 - 校舎を増築する。
- 1909年（明治42年） - 農業補習学校、裁縫補習学校を併設する。
- 1926年（大正15年）4月 - 校舎（木造2階建）を新築する。
- 1934年（昭和9年）12月 - 校舎（木造2階建）を新築する。
- 1941年（昭和16年） - 下之保国民学校に改称する。
- 1947年（昭和22年） - 下之保村立下之保小学校に改称する。
- 1955年（昭和30年）4月1日 - 中之保村、富之保村、下之保村が合併し武儀村が発足。同時に武儀村立下之保小学校に改称する。
- 1969年（昭和44年）10月 - 隣接する旧・下之保中学校校舎に移転。
- 1971年（昭和46年）4月1日 - 町制施行して武儀町となる。同時に武儀町立下之保小学校に改称する。
- 1983年（昭和58年） - 新校舎完成。
- 2003年（平成15年） - 武儀町立武儀西小学校に改称する。校歌、校章を制定する[注釈 4]。
- 2005年（平成17年）2月7日 - 武儀町が関市に編入される。同時に関市立武儀西小学校に改称する。
- 2021年（令和3年）
  - 3月27日 - 閉校式典を行う。
  - 3月31日 - 廃校。